# Ondrej Duda
Ondrej Duda (Snina, 5 de diciembre de 1994) es un futbolista eslovaco. Juega como centrocampista y su equipo es el Al-Ettifaq Club de la Liga Profesional Saudí.

## Trayectoria
Comenzó su carrera futbolística en el equipo de su ciudad natal, el MFK Snina. Posteriormente se trasladó al Košice, donde emergió de las filas del equipo juvenil, haciendo su debut en el primer equipo del club a la edad de 17 años como suplente en la victoria por 1-0 ante el Slovan Bratislava.
En el invierno de 2014 decidió no extender su contrato con Košice, que expiraría el verano siguiente. En febrero de 2014 fichó por el Legia de Varsovia en un acuerdo de cuatro años y medio. 

## Selección nacional
Es internacional absoluto con la selección de Eslovaquia.

### Participaciones en Eurocopas
| Copa          | Sede     | Resultado        | Partidos | Goles |
| ------------- | -------- | ---------------- | -------- | ----- |
| Eurocopa 2016 | Francia  | Octavos de final | 3        | 1     |
| Eurocopa 2020 | Europa   | Primera fase     | 3        | 0     |
| Eurocopa 2024 | Alemania | Octavos de final | 4        | 1     |

## Clubes
| Club                         | País           | Año       |
| ---------------------------- | -------------- | --------- |
| M. F. K. Košice              | Eslovaquia     | 2012-2014 |
| Legia de Varsovia            | Polonia        | 2014-2016 |
| Hertha de Berlín             | Alemania       | 2016-2020 |
| Norwich City F. C. (cedido)  | Inglaterra     | 2020      |
| F. C. Colonia                | Alemania       | 2020-2023 |
| Hellas Verona F. C. (cedido) | Italia         | 2023      |
| Hellas Verona F. C.          | Italia         | 2023-2025 |
| Al-Ettifaq Club              | Arabia Saudita | 2025-     |